# Episodi di SOKO Wismar (seconda stagione)
La seconda stagione della serie televisiva SOKO Wismar è stata trasmessa in anteprima in Germania dalla ZDF tra il 17 novembre 2004 e il 9 febbraio 2005.
| nº | Titolo originale         | Titolo italiano | Prima TV Germania | Prima TV Italia |
| -- | ------------------------ | --------------- | ----------------- | --------------- |
| 1  | Katz und Maus            | inedito         | 17 novembre 2004  | inedito         |
| 2  | Tödliche Nachbarn        | inedito         | 24 novembre 2004  | inedito         |
| 3  | Toter Winkel             | inedito         | 2 dicembre 2004   | inedito         |
| 4  | Gefährliche Liebschaften | inedito         | 8 dicembre 2004   | inedito         |
| 5  | Das Liebste              | inedito         | 15 dicembre 2004  | inedito         |
| 6  | Offene Rechnung          | inedito         | 22 dicembre 2004  | inedito         |
| 7  | Bankbesuch               | inedito         | 29 dicembre 2004  | inedito         |
| 8  | Zweite Chance            | inedito         | 5 gennaio 2005    | inedito         |
| 9  | Der Trommler             | inedito         | 19 gennaio 2005   | inedito         |
| 10 | Eiszeit                  | inedito         | 26 gennaio 2005   | inedito         |
| 11 | Ausgetanzt               | inedito         | 2 febbraio 2005   | inedito         |
| 12 | Nacht am Strand          | inedito         | 9 febbraio 2005   | inedito         |